# Ries István
Ries István (Küngös, 1885. november 14. – Vác, 1950. szeptember 15.) magyar szociáldemokrata politikus, igazságügy-miniszter, sportvezető.

## Életpályája
Jómódú zsidó családba született. Apja, Bernát földbérlő volt, s még István kicsi korában áttért a római katolikus vallásra; István is katolikus nevelést kapott. Budapesten járt elemibe, majd Székesfehérváron a római katolikus főgimnáziumban érettségizett. Jogi tanulmányait Budapesten végezte. 1912-ben ügyvédi irodát nyitott. Már egyetemi hallgató korában tagja volt a Galilei Körnek.
1914-ben az elsők között hívták be katonának. Az első világháború alatt orosz hadifogságba került, a szovjet forradalmat („nagy októberi szocialista forradalom”) hadifogolyként élte át. 1918 júniusában térhetett haza.
A Magyarországi Tanácsköztársaság idején a közoktatásügyi népbiztosság pártiskolájának az előadója volt, majd a magyar Vörös Hadsereg katonájaként részt vett az északi hadjáratban. A Tanácsköztársaság bukása után Bécsbe emigrált, majd 1921-ben hazatérve újra megnyitotta ügyvédi irodáját. 1924-ben belépett az SZDP-be, amelynek 1933-ban vezetőségi, 1943-ban elnökségi tagja lett. Ügyvédi tevékenysége során többször védte a munkásmozgalom üldözötteit; rendszeresen publikált a Népszava és a Szocializmus hasábjain, ami nevét hamar ismertté tette szociáldemokrata körökben.
Az 1935-ös választásokon a dél-pesti kerületben próbálkozott, de nem járt sikerrel, ahogy (ugyanott) az 1939-es választásokon sem.
Magyarország német megszállása után illegalitásba vonult.

### A második világháború után
Budapest ostroma után (1945 januárja) visszatért a közéletbe. 1945. április 2-án beválasztották az Ideiglenes Nemzetgyűlésbe, ahol 1945. július 21-én kinevezték az Ideiglenes Nemzeti Kormány igazságügyi miniszterévé. 1947 szeptemberének elején a belső viták hatására bejelentette lemondását a többi szociáldemokrata miniszterrel együtt, ez azonban az ellentétek elsimulása miatt végül elmaradt; miniszteri tárcáját 1945-ös kinevezésétől kezdve az összes soron következő kormányban megtarthatta, egészen 1950. július 7-ei letartóztatásáig (hivatalosan július 17-én mentették fel tisztségéből). A „minisztersztrájkkal” magára haragította Rákosi Mátyást és Gerő Ernőt is; egyikük sem volt képes megbocsátani neki. Noha elkezdték háttérbe szorítani, az MSZDP és az MKP egyesítéséből született Magyar Dolgozók Pártjának (MDP) alakulásakor mégis a Központi Vezetőség tagja lett.
Még Ries minisztersége idején szavazta meg az Országgyűlés a Népköztársaság Alkotmányát (1949. évi XX. tc.), és ebben az időszakban születtek meg azok az új jogszabályok, amelyek a nagy társadalmi és gazdasági változásokat tükrözték. Ő adta ki törvénytelenül 1946-ban a jugoszláv hatóságoknak az újvidéki vérengzés gyanúsítottjait, de a koncepciós perek kidolgozásában mellőzöttsége folytán már nem vett részt; beleszólása sem nagyon volt, mi több, 1950. július 7-én koholt vádak alapján őt magát, mint hivatalban lévő igazságügyi minisztert letartóztatták, s július 17-ei hatállyal felmentették tisztségéből.
A Szakasits Árpád ellen konstruált perben szándékozták őt elítélni, azonban még a per előtt, a váci börtönben Princz Gyula verőlegényei mára már kideríthetetlen körülmények között agyonverték. Ries megkínzatásáról Faludy György is említést tesz Pokolbéli víg napjaim c. könyvében. Ries kihallgatását többek közt Bauer Miklós végezte, aki írásos jelentése szerint Ries megalázottságát beismerő vallomása előtt leszidással, leköpéssel és néhány pofonnal igyekezett fokozni. Riest többekkel (pl. Rajk László) együtt a desztalinizáció jegyében 1956-ban rehabilitálták.
A politika mellett Ries több sporttisztséget is betöltött. 1945-ben a Legfelsőbb Ötös Sporttanács tagja, 1947-től a Sport Főtanács és a Barátság Sportközpont elnöke, 1947 és 1950 között a Magyar Labdarúgó-szövetségnek és a Magyar Futballbírák Testületének elnöke volt.

## Művei
- A népbíráskodásról szóló 81/1945. M. E. számú és az ezt kiegészítő 1440/1845 M. E. számú rendelet szövege és magyarázata; magyarázatok Ries István; Politzer, Bp., 1945
- A büntetőjog általános elvei. Jegyzet; MEFESZ Jogászkör, Bp., 1949
- Az Egyesült Államok igazi arca; Szikra, Bp., 1949 (A Magyar Dolgozók Pártja politikai akadémiája)

## Elismerése
- Kossuth-érdemrend (második osztály) (1948)